# Veeweide (metrostation)
Veeweide (Frans: Veeweyde) is een station van de Brusselse metro gelegen in de gemeente Anderlecht.

## Geschiedenis
Het ondergrondse metrostation werd in dienst genomen op 5 juli 1985 als eindpunt van de zuidwestelijke tak van metrolijn 1B. Op 10 januari 1992 werd deze lijn met één station verlengd en werd Bizet het nieuw eindpunt. Sinds de herziening van het Brusselse metronet in april 2009 ligt station Veeweide op lijn 5. Oorspronkelijk had het station Verdi moeten heten, naar aanleiding van de ligging onder het Verdiplein, vernoemd naar de Italiaanse componist Verdi.

## Situering
Het station Veeweide bevindt zich onder het Verdiplein waar aansluiting voorzien is met MIVB- en De Lijn bussen.

## Kunst
De Pools-Belgische kunstenares Tapta (pseudoniem van Maria Wierusz-Kowalski) creëerde voor het station het werk Voûtes flexibles. De vier "netten" van staalkabel zijn gespannen in de vide tussen een perron en de lokettenhal.